# Tonga en los Juegos Paralímpicos de Londres 2012
Tonga estuvo representada en los Juegos Paralímpicos de Londres 2012 por un deportista masculino. El equipo paralímpico tongano no obtuvo ninguna medalla en estos Juegos.